# Burg Fels

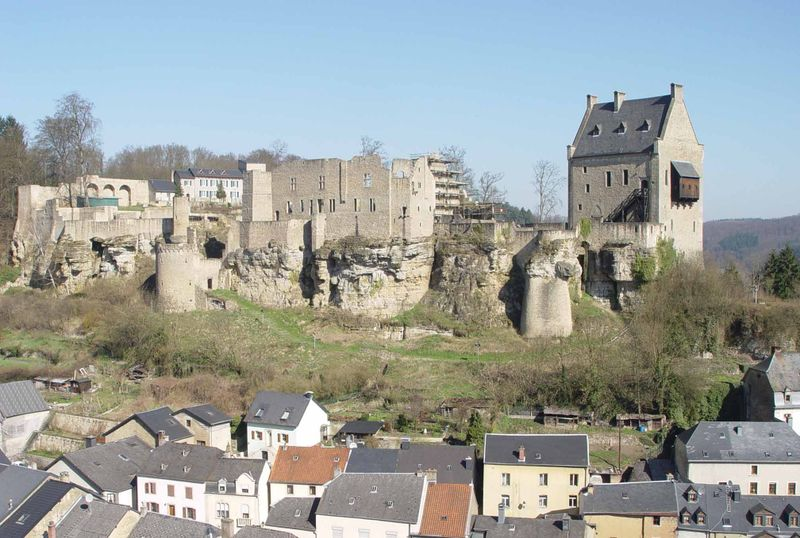
Burg Fels

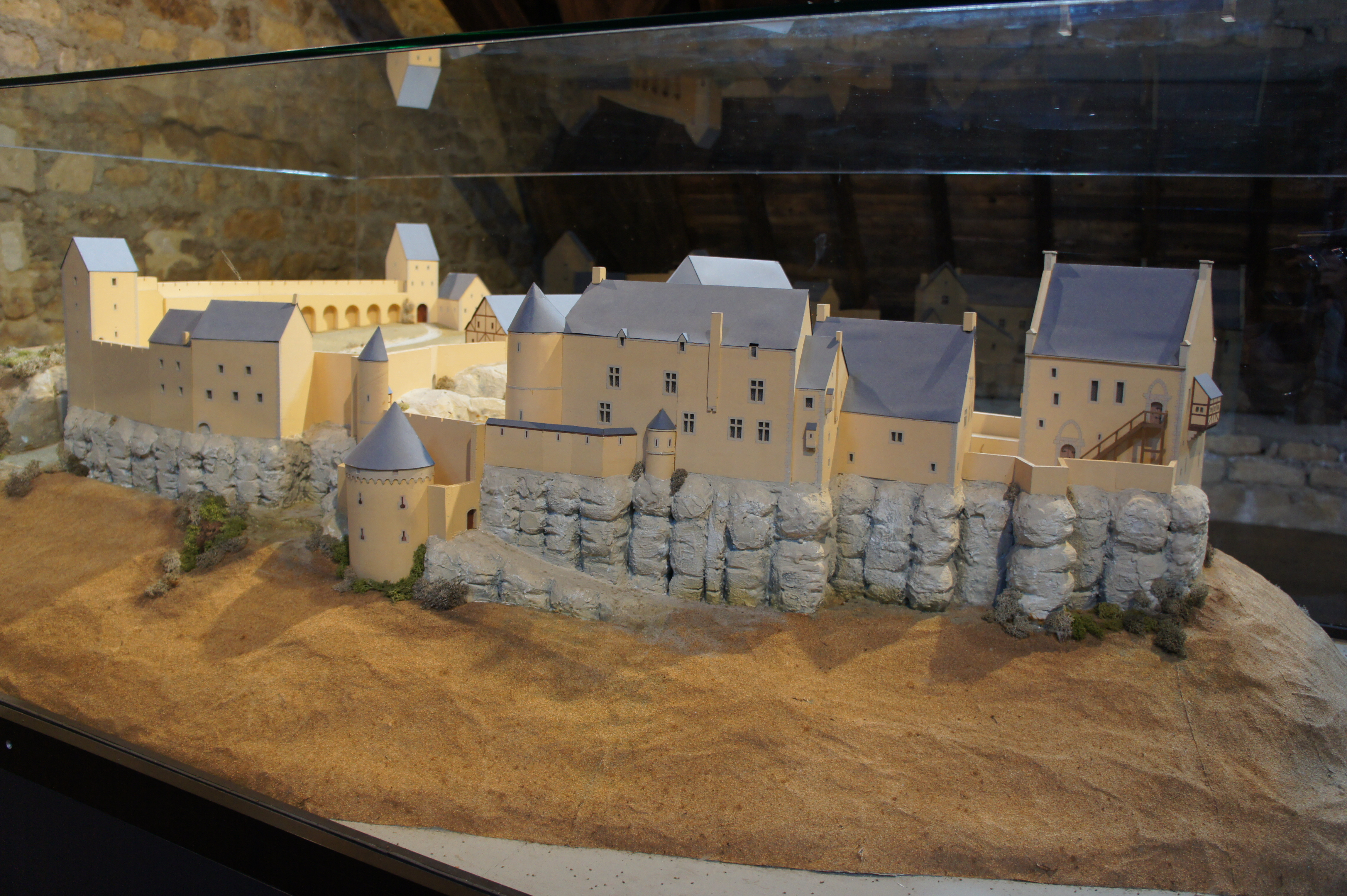
Modell der Burg Fels

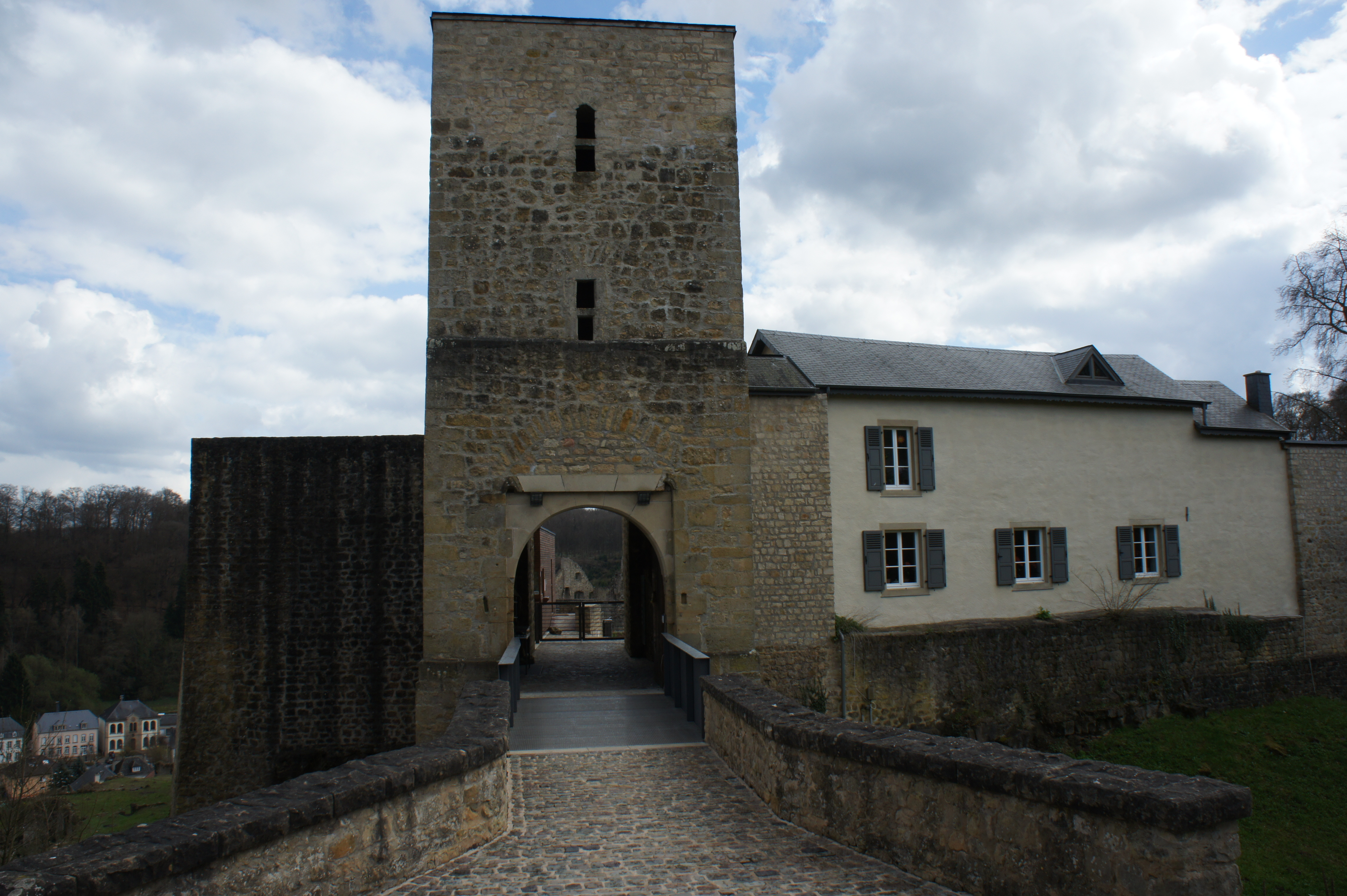
Burgeingang

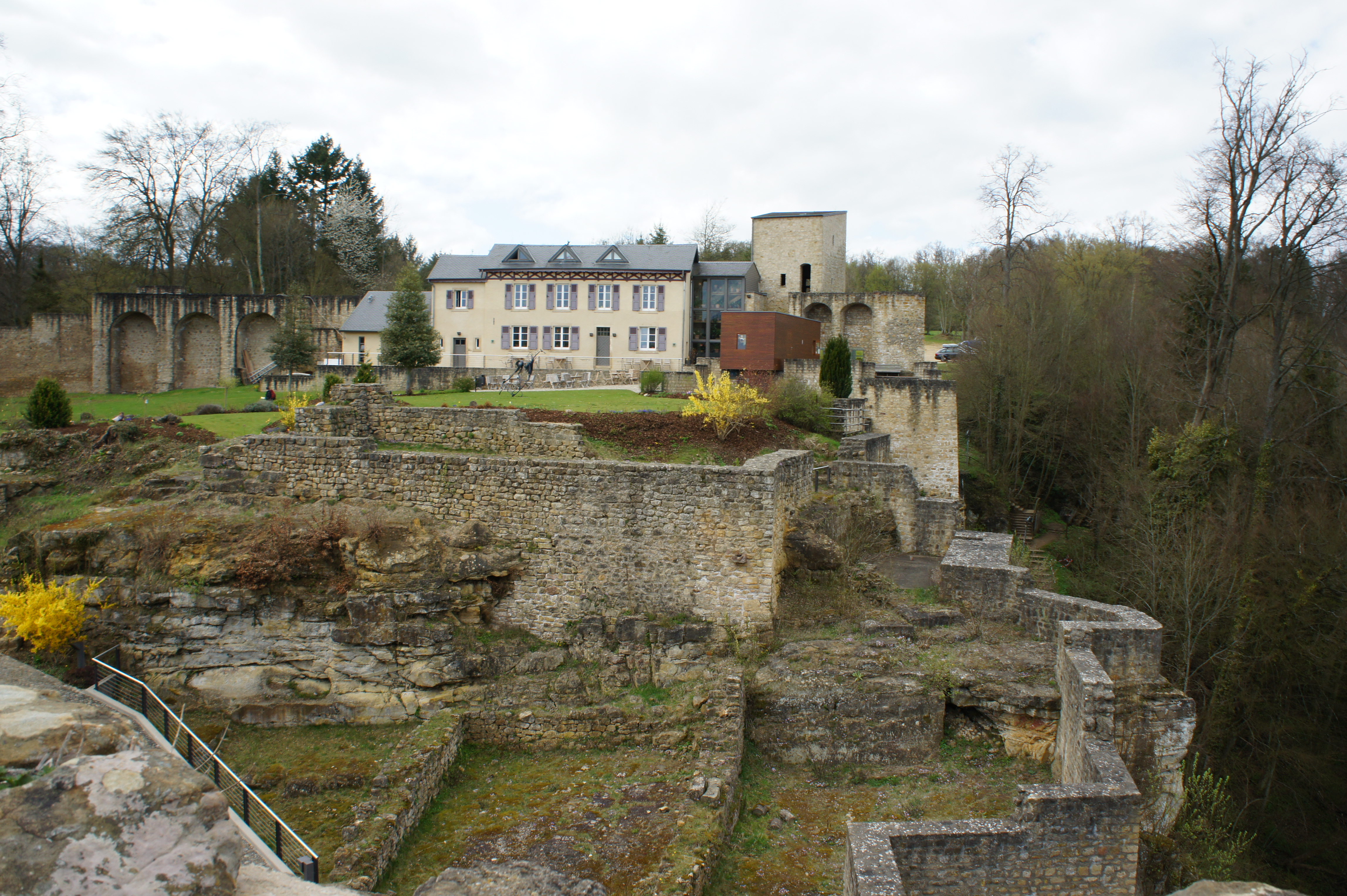
Vorburg der Burg Fels

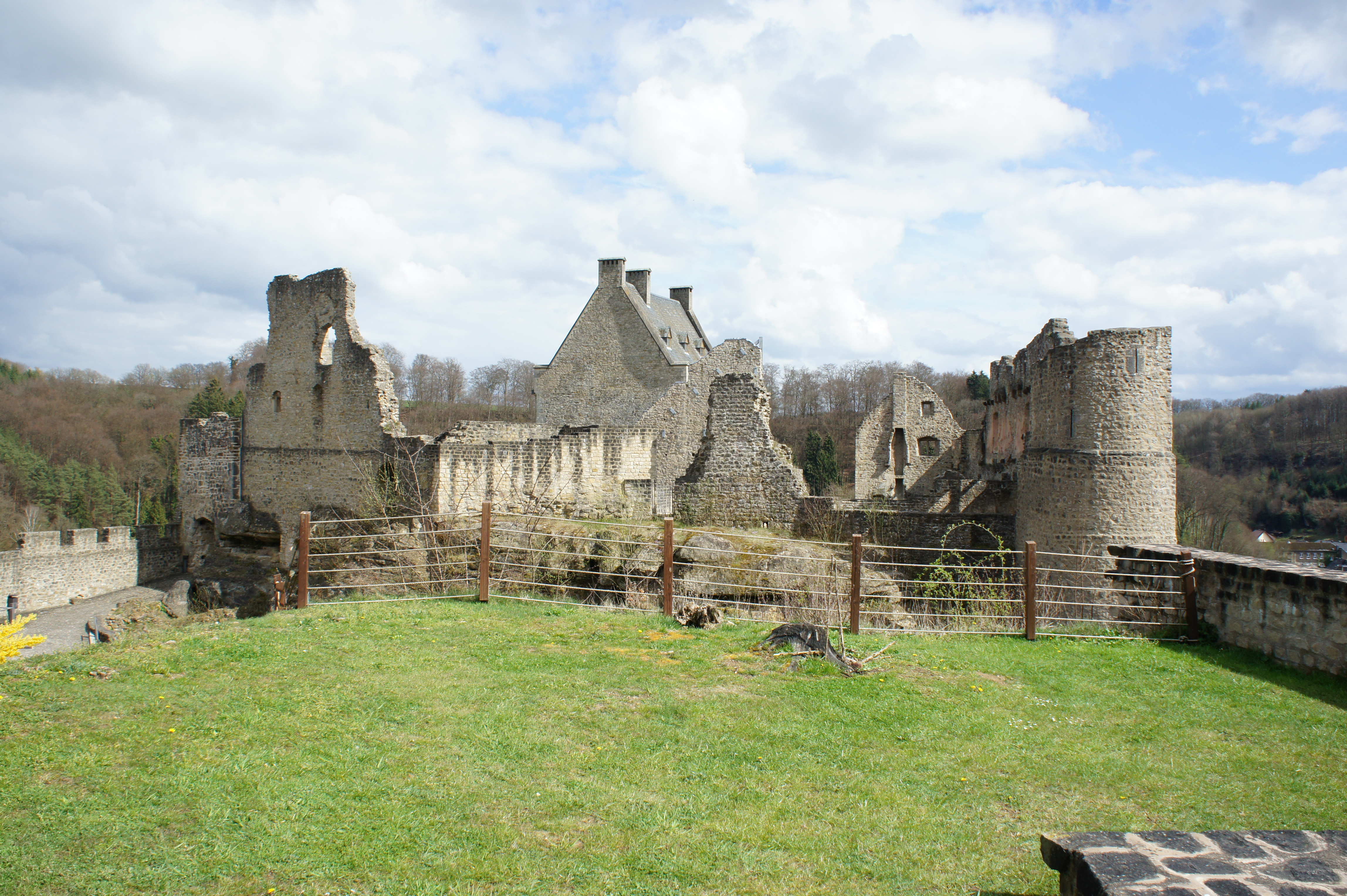
Hauptburg der Burg Fels

Die Burg Fels (luxemburgisch: Buerg Fiels) liegt in der Gemeinde Fels in Luxemburg. Sie wurde wahrscheinlich im 12. Jahrhundert erbaut. Heute ist nur noch ein Bruchteil der Burggebäude erhalten und für Besucher restauriert worden.

## Geschichte und Wahl des Bauplatzes
Durch archäologische Untersuchungen wurde die 1176 urkundlich belegte Burg Fels in die erste Hälfte des 12. Jahrhunderts datiert. Ausschlaggebend für die Wahl des Bauplatzes waren verteidigungstechnische Gründe. Die Errichtung als von schroff abfallenden Felshängen gesicherte Spornanlage verweist auf die Verteidigungsabsichten des Erbauers. Neben dem Aspekt der Verteidigung, haben wohl auch wirtschaftliche sowie territorialpolitische Gründe für die dortige Erbauung eine Rolle gespielt. Vieles deutet nämlich darauf hin, dass im Ernztal im Frühen Mittelalter eine regionale Uferstraße (Luxemburg-Diekirch) bestand und ebenfalls der Kreuzungspunkt einer weiteren lokalen Wegverbindung (Mersch-Echternach), sowie die wirtschaftliche Nutzung des kleinen Flusses durch Fischfang und Mühlbetrieb.

## Familien
Drei Familien haben das Burgleben der Burg Fels und Umgebung geprägt.

### Die Felser
Seither hat noch keine Quelle genaue Auskunft über die Herkunft der herrschaftlichen Familie von Fels gegeben. Ebenfalls sind die Gründe für die Niederlassung dieser Adelsfamilie in dieser Gegend unbekannt. Die Möglichkeit einer Verwandtschaft mit der Familie von Ouren, südlich von St. Vith, wird von Historikern erwogen. Unter Johann II. von Fels, jüngster Sohn des Arnold IV. von Fels, erreichte die Macht der Dynastie von Fels ihren Höhepunkt. Als treuer Vasall des Hauses Luxemburg, sowie seine Vorfahren vor ihm, gelang es Johann, die Würden des Banneramtes, des Truchsesses und des Richterrichters in einer Person zu vereinen. Jedoch war Johann II. nicht der alleinige Herr der Burg Fels. Seine Tante Jeannette und deren Ehemann, Herr und Graf Johann von Homburg, erhielten nach dem Tod Johann I., Bruder der Jeannette und Onkel Johann II., einen Teil der Burg. Ebenfalls erhielten zwischen 1338 und 1345 Johanns II. Schwestern, Irmgard und Mathilde, die die Brüder Friedrich und Conrad von Homburg geheiratet hatten, einen Teil der Burg. Somit waren das Haus von Fels und das Haus Homburg gleichsam Eigentümer der Burg. Unter Johann II. erreichte die Ortschaft Fels einen wirtschaftlichen Aufschwung. Am 25. März 1343 erhielt Fels von Johann dem Blinden, König von Böhmen und Graf von Luxemburg, die Einwilligung vier Webstühle in Fels aufzustellen. Dieser Akt scheint zu der Zeit von größter Wichtigkeit, da die Einwohner anderer Ortschaften gezwungen waren, sich einen einzigen Webstuhl zu teilen.
Johann II. starb 1359 ohne Nachkommen und so erlosch mit ihm die erste Linie der Dynastie von Fels. Sein Tod führte zu einem Erbfolgestreit zwischen seinen Erben, Friedrich und Conrad von Homburg. Diese forderten einen großen Teil des Besitzes. Auf Johann II. folgte sein Vetter Johann III., letzter Spross der älteren Linie der Dynastie von Fels und Sohn von Johann I. und Jutta von Reuland. Johann III. sicherte so den Fortbestand dieser Linie. Johann IV. auch Johann der Jüngere genannt, Sohn von Johann III. und Lucien von Walram wurde nach dem Tod von Johann III. neuer Burgherr. Johann der Jüngere kämpfte an der Seite Wenzels I., Herzog von Luxemburg. König Wenzel II., schlichtete später zwischen den Brüdern Johann dem Jüngeren und Friedrich von der Fels und dem Grafen Arnold von Homburg einen Streit, der über ihre Wohnstätten innerhalb der Burg Fels entstanden war. Infolge finanzieller Geschäfte zwischen Johann dem Jüngeren und Arnold von Pittingen wurde letzterer Hauptbesitzer eines neuen Palas innerhalb des Schlosses. Arnold ließ eine Kapelle errichten, die am 13. Juli 1386 dem heiligen Petrus von Mailand geweiht wurde. Dieser Palas gelangte durch die Vermählung seiner Tochter Irmgards von Pittingen mit Johann von Criechingen (Créhange) in den Besitz der Herren von Criechingen. Ein Familienpakt zwischen dem Hause von Fels, von Homburg und von Manderscheid löste zahlreiche Erbfolgen und Teilungen zwischen den Familien derer von Fels, von Homburg, von Pittingen, von Criechingen usw. aus. Durch diese Teilungen verfiel die Burg mehr und mehr. Im Jahr 1399, unter der Herrschaft Johann V., wurde ein zweiter Familienpakt, der sogenannte „Burgfrieden“ unterzeichnet. Dieser wurde bereits 1415 ergänzt. Johann V. heiratete Elsa von Heffingen und dessen ältester Sohn Georg I. trug den Namen Herrn von Fels-Heffingen. Jedoch besaß Georg I. nach den zahlreichen Teilungen nur noch 2/16 von Burg Fels. Georg II. von Fels-Heffingen und von Contern, Enkel Georgs I., versuchte 1534 nach dem Tod seines Vaters Arnold VI., vergeblich die Ehre und Macht der alten Feudalherren von Fels zu restaurieren. Doch schon wenige Jahre nach seinem Tod, zerstörte 1565 eine Feuersbrunst die Burg Fels restlos.
Oswald von Fels-Heffingen, Georgs II. Sohn, der nur einige Anteile der Burg besaß, versuchte die Ruinen der Burg aufzukaufen, die beim Brandt zerstört worden waren. Sein rascher Tod vereitelte dieses Vorhaben. Sein Bruder Paul von Fels-Heffingen und von Mersch führte das Werk Oswalds fort. Sein Vorhaben wurde durch die große Zahl an Mitbesitzern verhindert und die Burg Fels blieb eine Ruine. Trotz aller Anstrengungen der weiteren Erben von Fels, gelang es keinem diese wieder aufzubauen. Die Burg Fels fiel anschließend Steinräubern zum Opfer.

### Die Homburger

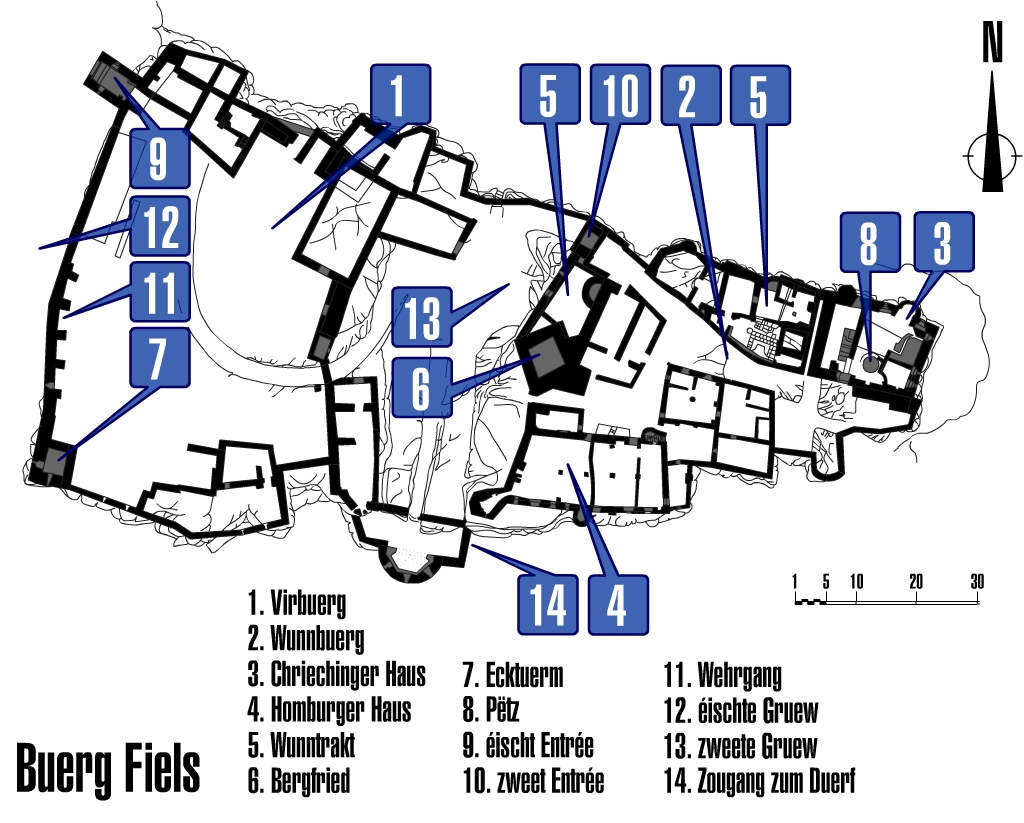
Plan der Burg

Der älteste Teil der Burg ist das Homburger-Haus. Dies lässt sich Dokumenten entnehmen, die besagen, dass die beiden Schwestern von Johann II., Irmgard und Mathilde, die Brüder Graf Friederich und Graf Conrad von Homburg zwischen 1338 und 1345 heirateten. Diese wurden durch die Hochzeit zu den neuen Burgherren. Der Bau des Homburger Hauses erfolgte wohl in den 1340er Jahren. Das Haus selbst bestand wahrscheinlich aus zwei Teilen, für jedes der Ehepaare einer. Das Homburger Haus fiel 1565 einem Großfeuer zum Opfer und wurde noch nicht wiederaufgebaut.

### Die Chriechinger
Das Chriechinger-Haus ist das einzige Haus, das bisher komplett restauriert wurde. Es besteht aus drei Etagen und einem Keller. Das Treppenhaus zählt fünf Etagen mit mehreren kleineren Kammern. An der östlichen Seite befindet sich ein hölzerner Anbau auf der Höhe des ersten Stocks. Im Erdgeschoss befindet sich die Bäckerei und die Küche der Burg. Besonders interessant am Backofen ist, dass der Dampf nicht direkt durch den vertikalen Kamin verschwindet: der Kamin macht auf halbem Weg eine Biegung und verläuft dann horizontal nach außen. Genau über diesem horizontalen Teil des Kamins war die Schlafecke des Hausherrn. In der Küche befindet sich außerdem ein Brunnen von zwei Meter Durchmesser. Über diesen Brunnen existiert die sogenannte Chriechinger Legende.

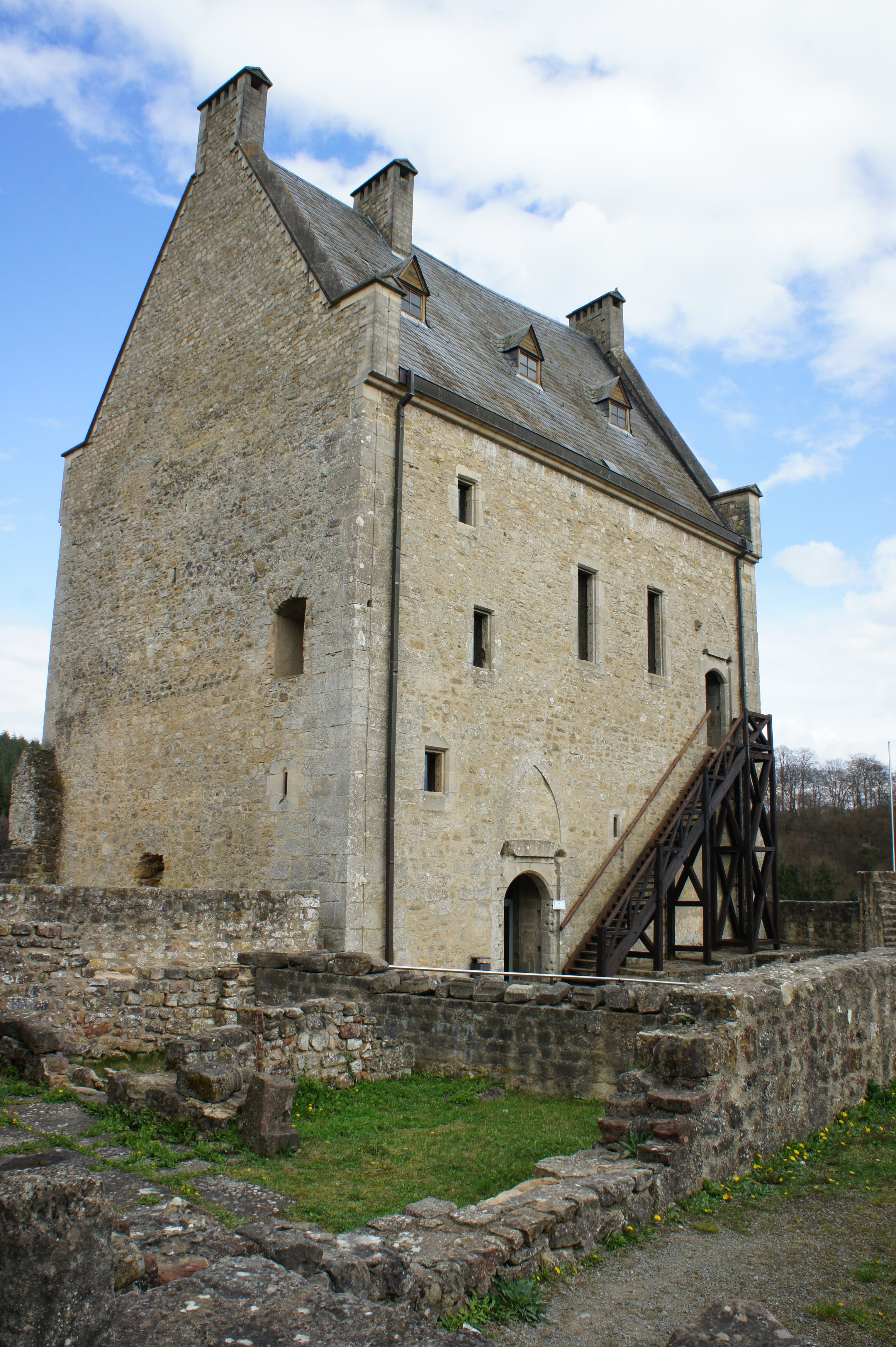
Chriechinger Haus

## Die Burg Fels im 20. und 21. Jahrhundert
Die Burg Fels und der gesamte Komplex wurde 1979 vom Luxemburger Staat aufgekauft und anschließend wurden eine Vielzahl von größeren Restaurierungs- und Konsolidierungsarbeiten durchgeführt. Diese Maßnahmen wurden durch photogrammetrische Aufnahmen und archäologische Untersuchungen ergänzt.  Im Herbst 1990 fegten heftige Stürme über das Großherzogtum hinweg, diese erlegten nahezu den gesamten Baumbestand auf dem Elsebeth-Plateau, auf dem sich die Burg befindet. So wurden bei einer Ortsbegehung in der Nähe der ehemaligen Burgkapelle in mehreren freiliegenden Wurzelstöcken menschliche Knochenreste und einige gut erhaltene Schädel entdeckt.  Noch heute werden Ausgrabungen auf dem Burgkomplex unternommen. Heute wird der schöne, restaurierte Komplex von etwa 25.000 Besuchern jährlich besucht und in den Räumen des Criechinger Hauses werden Ausstellungen gezeigt. Die Burg Fels war und ist das Wahrzeichen der kleinen Luxemburger Gemeinde Fels.

## Sekundärliteratur
- Les ruines du château de Larochette. In: Luxemburger Wort, 1. Dezember 1891, S. 2.
- Victor Dasburg: Le château fort de Larochette: Guide touristique pour la visite des ruines des anciens châteaux féodaux de Larochette. Fr. Faber, Mersch 1947.
- Joseph Heintz: Larochette-Fels-Fièls: Die mächtige Hochburg Fels. In: Heimat und Mission, 8/9, [s. l.] 1984, S. 166–176.
- Jules Vannérus: La famille Schramm de Larochette, Ons Hémecht: Organ des Vereins für Luxemburger Geschichte, Litteratur und Kunst, 27e a., cah. 1-2 (1er janvier-février 1921), Sankt Paulus-Druckerei, Luxembourg 1921, S. 16–22.
- John Zimmer: Die Burg Fels: Ihre Baugeschichte (éd. Les amis du château de Larochette), Sankt Paulus-Druckerei, Luxembourg 1990.
- John Zimmer: Zu den Ausgrabungen auf Burg Fels, 40ième anniversaire de la chorale Sängerfënn, Sankt Paulus-Druckerei, Luxembourg 1990, S. 172–175.
- John Zimmer: Die Burgen des Luxemburger Landes (éd. Les amis du château de Larochette, Les amis de l’ancien château de Beaufort, Amis du château de Bourscheid, Amis du château de Vianden) Bd. 3, Sankt Paulus-Druckerei, Luxembourg 1996, S. 76–82.